# Telebasis watsoni
Telebasis watsoni là một loài chuồn chuồn kim trong họ Coenagrionidae.
Telebasis watsoni được miêu tả khoa học năm 1995 bởi Bick & Bick.